# Тадеушево
Тадеушево (пол. Tadeuszewo, нім. Heinrichsaue) — село в Польщі, у гміні Сьрода-Велькопольська Сьредського повіту Великопольського воєводства.
У 1975-1998 роках село належало до Познанського воєводства.